# 赵村乡 (鹿邑县)
赵村乡，是中华人民共和国河南省周口市鹿邑县下辖的一个乡镇级行政单位。

## 行政区划
赵村乡下辖以下地区：
赵东社区、刘楼社区、赵西社区、宝北村、胡山村、孔庄村、胡天村、李岗村、邱楼村、前刘寨村、李集村、前杨村、前丁铺村、伙刘村、大桑村、孙于村、宝南村、大任村、前张村、武楼村、薛庄村、徐庄村、刘辛村、邱营村、小赵村、茧王村、大张村、香刘村、杨保庙村、于洼村、半截河村和后寨村。